# Yang Min
Yang Min (杨敏S, Yáng MǐnP; Shanghai, 20 febbraio 1963) è un ex tennistavolista cinese naturalizzato italiano.

## Biografia
Nato nel 1963 a Shanghai, in Cina, si è trasferito in Italia a 25 anni, nel 1988.
Ha militato nella polisportiva Libertas Alfaterna, dove ha vinto diversi scudetti e disputato una finale europea.
Nel 1996 è stato medaglia di bronzo nel singolo allo Europe Top-12 di Charleroi, competizione riservata ai primi 12 del ranking europeo.
Nel 2000 ha ottenuto, sempre allo Europe Top-12, stavolta ad Alassio, l'argento nel singolo, dove è stato sconfitto in finale dall'austriaco Werner Schlager, ma soprattutto ha vinto il bronzo ai Mondiali a squadre di Kuala Lumpur, insieme a Umberto Giardina, Massimiliano Mondello e Valentino Piacentini.
A 41 anni ha partecipato ai Giochi olimpici di Atene 2004, in due gare: nel singolo, dove si è fermato al 2º turno, battuto 4 set a 3 dallo svedese Peter Karlsson, dopo aver eliminato nella gara precedente il vietnamita Đoàn Kiến Quốc e nel doppio con Massimiliano Mondello, dove è stato eliminato al 1º turno dagli australiani Henzell-Zalcberg per 4 set a 1.
Nel 2005 è stato campione nel singolo ai Giochi del Mediterraneo di Almería, battendo in finale il croato Roko Tošić.
Dopo il ritiro è diventato allenatore.

## Palmarès

### Campionati mondiali
- 1 medaglia:
  - 1 bronzo (Squadre a Kuala Lumpur 2000)

### Europe Top-12
- 2 medaglie:
  - 1 argento (Singolo ad Alassio 2000)
  - 1 bronzo (Singolo a Charleroi 1996)

### Giochi del Mediterraneo
- 1 medaglia:
  - 1 oro (Singolo ad Almería 2005)